# Зеленин, Кирилл Николаевич
Кирилл Николаевич Зеленин  (25 августа 1938, Ленинград — 9 декабря 2004, Санкт-Петербург) — советский и российский учёный-химик, педагог, доктор химических наук, профессор, член Российской академии естественных наук, академик Военно-медицинской академии (1999), заслуженный деятель науки РФ, заведующий кафедрой химии Военно-медицинской академии имени С. М. Кирова в Санкт-Петербурге (1973—2004).

## Биография
Сын профессора Н. И. Зеленина — специалиста в области технической химии горючих сланцев. Окончил в 1960 году химический факультет Ленинградского государственного университета по специальности «радиохимия», а в 1963 году — аспирантуру при кафедре органической химии ЛГУ. Диссертацию на тему «Аминонитрильная перегруппировка» выполнял под руководством профессора Бориса Вениаминовича Иоффе. В 1963 году, после окончания аспирантуры, работал на кафедре химии Военно-медицинской академии имени С. М. Кирова, пройдя путь от рядового преподавателя до заведующего кафедрой. Зеленин руководил кафедрой более 30 лет — вплоть до своей кончины 9 декабря 2004 года. В 1972 году выполнил «Исследование в области производных пиридазина», на основании которого ему была присуждена учёная степень доктора химических наук.

## Научные достижения
Изучал химию азотсодержащих гетероциклических соединений. При работе над кандидатской диссертацией совместно с профессором Б. В. Иоффе он открыл реакцию разложения под действием оснований четвертичных пиразолиниевых соединений, амидразониевых и тетрагидропиридазониевых солей, ныне известную как аминонитрильная перегруппировка. В ходе последующих исследований Зеленин обнаружил и изучил реакцию 1,4-присоединения α,β-непредельных азосоединений. Одним из результатов этой работы стал новый метод синтеза производных 1,2-диазинов.
Значительное время посвятил исследованию таутомерных равновесий с участием иминов, гидразонов, оксимов и других азотистых соединений. Наиболее значительным достижением в этой области стало открытие серии таутомерных кольчато-кольчатых перециклизаций в гетероциклическом ряду.
В области синтетической органической химии Зелениным и его учениками найдены новые способы получения различных нитронов, тиоацилгидразонов, амидразонов. Синтезировано множество новых гетероциклических соединений — производных имидазолидина, пиперимидина, пиразола, изоксазола, триазола, тиадиазола, триазина, тетразина, пиридазина. В ходе этих работ исследованы закономерности реагирования полиэлектрофилов с полинуклеофилами, на основе которых разработаны новые методы синтеза гетероциклов заданного типа различной степени замещения.
Научные интересы К. Н. Зеленина простирались и в область химии координационных соединений. Им получены и всесторонне изучены комплексы тиоароилгидразонов моно- и 1,3-дикарбонильных соединений с катионами переходных металлов.
Помимо теоретических изысканий Зеленин занимался вопросами практического использования новых молекул в качестве препаратов медико-биологического профиля. Результатом этой работы стал целенаправленный синтез на основе азотистых гетероциклов физиологически активных соединений широкого спектра действия — противовоспалительных, антимикробных, противовирусных, антигипертензивных препаратов, а также ингибиторов алкогольдегидрогеназы.
Новая программа преподавания химии, не только составленная профессором Зелениным, но и внедрённая им в учебный процесс, предусматривала на первом этапе изучение всех теоретических основ химии, необходимых будущему врачу, без разделения на привычные для химиков разделы. С помощью этих данных должен был закладываться фундамент физико-химического мышления обучаемых, на котором впоследствии возводилась «надстройка» практических знаний. Второй новаторской идеей К. Н. Зеленина было изложение практической химии на основе теории «элементов-органогенов»: азота, углерода, кислорода, серы и др. На основе этого курса Зелениным были написаны учебники «Химия» и (совместно с его учеником профессором В. В. Алексеевым) «Химия: общая и биоорганическая». Подход профессора Зеленина к преподаванию химии в медицинских вузах вызывал неоднозначную реакцию коллег: от восторженной до негативной.
С 1995 года семь раз удостаивался звания «профессор» Международного научного фонда, неоднократно публиковался в Соросовском образовательном журнале.
В последние годы жизни К. Н. Зеленин уделял особый интерес истории науки. В статьях «Великие петербуржцы в Гейдельберге», «Под небом Шиллера и Гёте» он описывал «Гейдельбергский кружок», члены которого оказали серьёзное влияние на научную и общественную жизнь России. В ходе историографических исследований К. Н. Зеленина заново открывались забытые имена — такие, как основоположник химиотерапии Д. Л. Романовский — раскрывались и обнародовались малоизвестные факты биографии великих предшественников. В их числе — анализ общественной деятельности А. П. Бородина, а также взаимоотношений Н. Н. Зинина и А. Нобеля. На основе обнаруженных Зелениным материалов был доказан приоритет Н. Н. Зинина в открытии ряда практических свойств нитроглицерина, что ранее приписывалось Нобелю. В «нобелевский» цикл, насчитывающий более 20 работ, вошли статьи, посвященные деятельности семьи Нобелей в России. Совместно с А. Д. Ноздрачёвым и Е. Л. Поляковым им были подготовлены труды «Нобелевские премии по химии за 100 лет» и «Нобелевские премии по физике за 100 лет». Последняя монография вышла в свет уже после кончины Кирилла Николаевича.

## Общественная работа
- Профессор Зеленин — основатель ежегодных Зининских чтений, в рамках которых в Зининской аудитории Военно-медицинской академии выступали с докладами академики РАН Н. К. Кочетков, В. А. Тартаковский, И. П. Белецкая, Н. С. Зефиров и другие.
- Являлся председателем секции органической химии Санкт-Петербургского отделения Российского химического общества им. Д. И. Менделеева, членом редколлегий «Журнала общей химии», «Вестника Военно-медицинской академии», международного издания «Targets in Heterocyclic Systems».
- Долгое время выполнял обязанности научного редактора журнала «Химия гетероциклических соединений».

## Награды
- орден Дружбы народов (1986)
- памятная медаль О. Ванага АН Латвии (1991)
- памятная Зининская медаль РХО им. Д. И. Менделеева (1998)
- медаль «Ветеран труда»
- медаль «В ознаменование 100-летия со дня рождения Владимира Ильича Ленина»
- почетный знак РАЕН «За заслуги» (1998)
- премия Международной ассоциации книгоиздательства (МАИК) «Наука/Интерпериодика» (2000).

## Научный вклад
- Автор и соавтор более 400 научных и учебных методических трудов, среди них 5 монографий, десятки патентов и авторских свидетельств на изобретения, учебники и учебные пособия.
- Подготовил 1 доктора и 19 кандидатов наук. Среди учеников профессор В. В. Алексеев, который продолжил научное направление и создал свою научную школу.

## Основные труды
- Б. В. Иоффе, К. Н. Зеленин. О механизме аминонитрильной перегруппировки. ДАН, 144, 1303 (1962).
- К. Н. Зеленин, И. П. Бежан. О структурных особенностях диенового синтеза с 1,1-диалкилдиазенийбромидами. ЖОХ, 6, 2206 (1970).
- К. Н. Зеленин, И. П. Бежан, З. М. Матвеева. Синтез азотистых гетероциклических соединений реакцией (4+2)-циклоприсоединения из азотсодержащих гетеродиенов. ХГС, 579 (1972).
- К. Н. Зеленин, Ю. Я. Думпис. О механизме взаимодействия 1,4-дикарбонильных соединений с моноозамещенными гидразинами. ЖОХ, 9, 1295 (1973).
- К. Н. Зеленин, В. Н. Вербов, З. М. Матвеева. Стереохимия синтеза 1,2,3,4-тетрагидроциннолинов из солей арилдиазения и олефинов. ХГС, 1658 (1977).
- К. Н. Зеленин, В. А. Хрусталев, В. П. Сергутина. Способ получения низших моноалкилгидразинов. А.с. 757525 (1980).
- В. А. Хрусталев, В. П. Сергутина, К. Н. Зеленин, В. В. Пинсон. Синтез и кольчато-цепная таутомерия солей алкилиден(арилиденовых) производных амидразонов. ХГС, 1264 (1982).
- К. Н. Зеленин, В. В. Алексеев, В. А. Хрусталев, С. И. Якимович, В. И. Николаев, Н. В. Кошмина. Кольчато-кольчатая и кольчато-цепная таутомерия тиобензоилгидразонов алифатических-дикарбонильных соединений. ЖОХ, 20, 180 (1984).
- Г. А. Голубева, Л. А. Свиридова, И. А. Моторина, К. Н. Зеленин, А. Ю. Ершов, Ю. Г. Бундель. Способ получения алкоксиизоксазолидинов. А.с. 1384586 (1986).
- В. А. Хрусталев, О. В. Солод, К. Н. Зеленин. Взаимодействие амидразоний иодидов с дикетонами. ЖОрХ, 22, 500 (1986).
- К. Н. Зеленин, А. Ю. Ершов, М. Ю. Малов, С. И. Якимович. Таутомерия 5-гидроксиамино-2-пиразолин — 5-гидразино-2-изоксазолин. ДАН, 289, 1132 (1986).
- К. Н. Зеленин, В. В. Алексеев. Кольчато-цепная таутомерия (изомерия) функционально замещенных гидразонов. ХГС, 3 (1988).
- К. Н. Зеленин, О. В. Солод. О фундаментальной подготовке врача. Вест. ВШ, 7, 29 (1988).
- Рябых Л. Д., Зеленин К. Н., Трохимчук В. В., Алексеев В. В. Идентификация противодиабетических препаратов с помощью ПМР-спектроскопии// Тез. докл. 5 Всесоюзного съезда фармацевтов.-Казань, 1986
- Рябых Л. Д., Зеленин К. Н., Трохимчук В. В., Алексеев В. В. Анализ сульфаниламидных препаратов ПМР-спектроскопией//Фармация.- 1988.-Т.37, № 3.
- К. Н. Зеленин, Л. А. Хорсеева, В. В. Алексеев, М. Т. Тошев, Н. В. Дустов. Синтез и пространственное строение комплексов тиоацилгидразонов с катионами некоторых переходных металлов. ЖОХ, 60, 2348 (1990).
- K. N. Zelenin, V. V. Alekseev, T. E. Gabis, S. I. Yakimovich, T. I. Pehk. The ring-chain tautomerism of thiocarbonohydrazones. Tetrahedron Lett., 31, 3927 (1990).
- К. Н. Зеленин, В. В. Алексеев. Кольчато-кольчатая таутомерия. ХГС, 851 (1992).
- К. Н. Зеленин, О. Б. Кузнецова, А. Г. Саминская, В. В. Алексеев, З. Т. Каримов, Е. П. Сиволодский, Г. А. Софронов, Н. И. Новиков, Т. Н. Преображенская. Антимикробное действие смешаннолигандных комплексов на основе тридентатных иминов и тиосемикарбазонов салицилового альдегида. ХФЖ, 34 (1993).
- K. N. Zelenin. The recent advances in the reaction of dicarbonyl and unsaturated carbonyl compounds with hydrazine and hydroxylamino derivatives. Org. Prep. Proced. Int., 22, 519 (1995).
- K. N. Zelenin, V. V. Alekseev. Tautomeric interconversions of heterocyclic derivatives. Top. Heterocycl. Syst., 1, 140 (1996).
- Е. Г. Белозерцева, Б. А. Чакчир, О. В. Солод, К. Н. Зеленин. Строение и фармакологическая активность солей 1-алкилиден(арилиден) бензамидразонов. ХФЖ, 9, 16 (1997).
- K. N. Zelenin, S. I. Yakimovitch. 5-Hydroxy-4,5-dihydropyrazoles. Targets in Heterocyclic Systems, 2, 207 (1998).
- K. N. Zelenin, I. P. Bezhan, L. V. Pastushenkov, E. G. Gromova, E. E. Lesiovskaja, B. A. Chakchir, L. F. Melnikova. Anti-inflammatory activity of 2-acyl-5(3)-hydroxytetrahydro-1H-pyrazole derivatives. Arzneim-Forsch./Drug Res., 843 (1999).
- К. Н. Зеленин, И. В. Лагода. 5-Гидроксиизоксазолидиноны-3 и О-ацетоацетилгидроксамовые кислоты из дикетена и N-замещенных гидроксиламинов и данные об их взаимодействии с аминами и гидразинами. ЖОХ, 2005 (2000).
- К. Н. Зеленин, А. Д. Ноздрачев, Е. Л. Поляков. Три поколения Нобелей в Петербурге. Вест. РАН, 71, 1089 (2001).
- К. Н. Зеленин, В. В. Алексеев, К. Пихлайа, В. В. Овчаренко. Молекулярный дизайн таутомерных интерконверсий гетероциклических производных. Изв. РАН. Сер. хим., 2, 197 (2002).
- K. N. Zelenin, I. V. Lagoda, V. V. Alekseyev, J. Sinkkonen, R. Shaikhutdinov, K. Pihlaja. Recyclizations of 2-aminobenzylimines and thioaroylhydrazones of N-substituted N-hydroxy-3-oxobutanamides. J. Heterocycl. Chem., 805 (2002).
- К. Н. Зеленин. Николай Зинин и Альфред Нобель. Вестн. ВМедА, 1, 12 (2002).
- J. Sinkkonen, K. N. Zelenin, A.-K. A. Potapov, I. V. Lagoda, V. V. Alekseyev, K. Pihlaja Ring-chain tautomerism in 2-substituted 1,2,3,4-tetrahydroquinazolines. A 1H, 13C and 15N NMR study. Tetrahedron, 1939 (2003).
- К. Н. Зеленин, В. В. Алексеев. Химия. Общая и биоорганическая, Элби, СПб., 2003.
- К. Н. Зеленин, А. Д. Ноздрачев, Е. Л. Поляков. Нобелевские премии по химии за 100 лет, Гуманистика, СПб., 2003.
- А. М. Финкельштейн, А. Д. Ноздрачев, Е. Л. Поляков, К. Н. Зеленин. Нобелевские премии по физике за 100 лет, Гуманистика, СПб., 2005.
- O. A. Maloshitskaya, V. V. Alekseyev, J. Sinkkonen, K. N. Zelenin, K. Pihlaja. Tautomeric equilibria in the reaction products of asymmetric 1,3-diamines with -dicarbonyl compounds. Tetrahedron, 9456 (2006).